# 胡之刚
胡之刚（1944年2月29日—），上海人，是著名已退役的中国足球运动员、足球教练，前中国国家足球队队员，退役后担任国家足球队助理教练达12年，他有“胡老二”之美称。

## 职业生涯
胡之刚在球员生涯效力于上海队，司职守门员，1959年入选上海少年足球队，1961年进入上海青年足球队，1965年入选中国国家足球队，1975年曾被评为亚洲杯预赛最佳门将並参加1976年亚洲杯足球赛。

## 教练生涯
胡之刚退役后在1978年起担任国家足球队助理教练达12年期间辅助了四位主教练。1992年在深圳参与组建深圳足球俱乐部，1994年成为深圳足球俱乐部首任主教练並率队去参加乙级联赛，把深圳队从乙级带到甲A。1996年回上海执教上海豫园队，之后在江苏、武汉等地执教。2004年执教西安安馨园3个月后因成绩不佳成为中甲首位下课主教练。

## 执教球隊
- 1978-1990年，中国国家足球队助理教练
- 1994-1995年，深圳队
- 1996年，上海豫园
- 1997年，江苏加佳
- 1999年，武汉红桃K
- 2000年，八一振邦
- 2004年，西安安馨园